# 蘇菲 (吉祥物)
蘇菲（Sofi）是2010年世界女子壘球錦標賽的官方吉祥物，該屆賽事於2010年6月23日至7月2日在委內瑞拉卡拉卡斯舉行。

## 設計
其外型設計是一只白色小母貓，身著委內瑞拉國旗配色的制服，衣服上寫著代表該賽事的『卡拉卡斯 2010』。貓象徵溫柔和力量，傳達了委內瑞拉女性的美麗和智慧。其名稱Sofi，是SOFtball International（國際壘球）的縮寫。吉祥物由委內瑞拉的設計工作室Fractal Studio設計。於2010年5月20日提交。